# Gilbert Clavel
Gilbert Clavel (* 29. Mai 1883 in Kleinhüningen; † 6. September 1927 in Basel) war in der frühen futuristischen Bewegung aktiv. Er widmete sich der bildenden und darstellenden Kunst sowie der Schriftstellerei. Ab 1919 liess er im süditalienischen Positano einen mehrere Jahrhunderte alten verfallenen Wachturm und den anschliessenden Felsen zu einem Gesamtkunstwerk umbauen, das Siegfried Kracauer 1925 in dem Text Felsenwahn in Positano beschrieb.

## Leben
Gilbert Clavel war der mittlere der drei Söhne des Seidenfärbers Alexander Clavel-Merian und der Emilie Maria Clavel-Merian (die zwei anderen waren René Clavel und Alexander Clavel-Respinger) und gehörte einer vermögenden Basler Industriellenfamilie an. Infolge von Tuberkulose und eines Unfalls in der Kindheit entwickelte er eine schwere Wirbelsäulenverkrümmung und litt zeitlebens körperlich und seelisch unter seiner schwachen Konstitution. Nach der Schule besuchte er an der Universität Basel Vorlesungen in Kunstgeschichte, Philosophie und Ägyptologie und ging – auch aus medizinischen Gründen – auf ausgedehnte Reisen im Süden Europas (Tessin, Italien) und in Nordafrika (Algerien, Ägypten). 1907 gründete er zusammen mit Carl Albrecht Bernoulli die Mittel-Europäische Monats-Schrift, gestaltet von Carl Burckhardt. 1910 liess er sich in Capri und Anacapri nieder, wo er ein zurückgezogenes Leben führte und Kunst- wie auch Existenztheorien entwickelte, die vom ausgehenden Fin de siècle beeinflusst waren.
Von 1913 an stellte Clavel Vermutungen über eine „universale Memoria“ an, das heisst ein allumfassendes Gedächtnis, das nichts, was jemals das Menschenauge gesehen und menschlicher Geist erdacht habe, verloren gehen lasse. Diese Vorstellung prägte seinen 1917 erschienenen Roman Un Istituto per Suicidi („Ein Institut für Selbstmorde“), worin der Ich-Erzähler eine Anstalt beschreibt, in der drei Mittel angeboten werden, sich selber im Zustand des Halluzinierens zu töten: Saufen, Wollust und Pantopon (ein Opium-Präparat). Der Tod ist kein Tabu und gilt als „Veränderung des Zentrums“. In dem 1920 publizierten lyrischen Essay Espressioni d’Egitto schlug sich die mit dem Vater neun Jahre zuvor unternommene Reise nach Ägypten und die Begegnung mit der altägyptischen Kunst nieder. Clavel feierte in diesem Text das menschliche Sein und die menschliche Schöpferkraft als höchste Daseinsform, die unsterblich sei und ewig wiederkehre.

Zum einschneidenden Erlebnis, das Clavel mit den Traditionen brechen liess und seine ästhetischen Werte radikal modernisierte, wurde während des Ersten Weltkriegs die Begegnung mit den Ballets Russes und den italienischen Futuristen, von denen er sich in den Jahren 1917 und 1918 vor allem mit dem Maler Fortunato Depero eng verband.

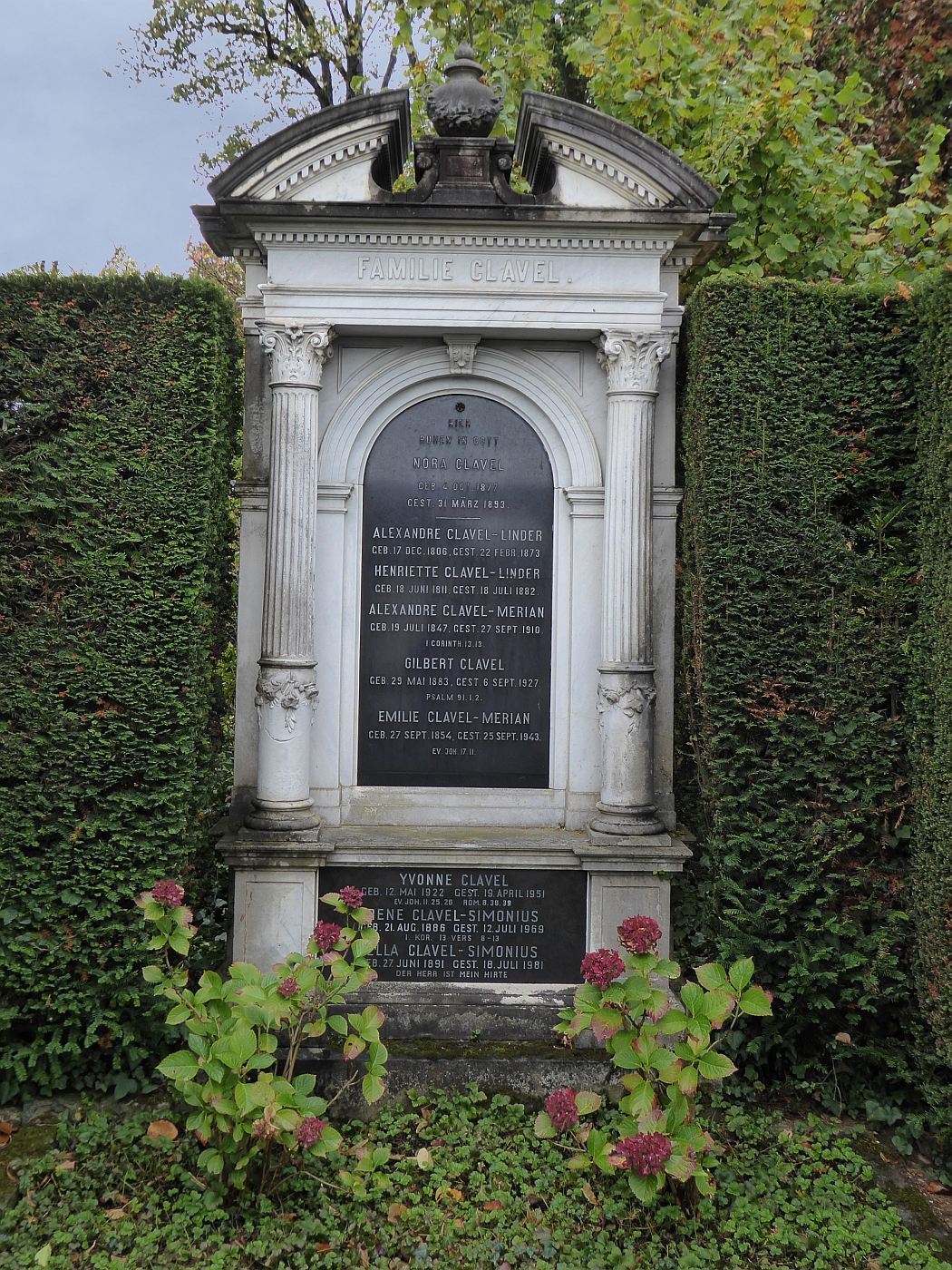
Grab auf dem Friedhof Wolfgottesacker, Basel

Depero beschrieb Clavel folgendermassen:

“Un signore piccolo, gobbo, con naso rettilineo come uno squadretto, con denti d’oro e scarpette femminili, dalle risate vitree e nasali. Un uomo di nervi e volontà, dotato d’una cultura superiore. Professore di storia egizia, indagatore ed osservatore con sensibilità d’artista, scrittore, amante del popolo, del verso, della metafisica […] Compositore di liriche, era anche un gaudente e un sofferente.”

„Ein kleiner Herr, bucklig, mit einer wie ein Winkelmass gerade geschnittenen Nase, mit Goldzähnen und femininen Halbschuhen, ein gläsern näselndes Lachen. Ein Mann voller Kraft und Willen, von überlegener Kultiviertheit. Professor für ägyptische Geschichte, Forscher und Beobachter mit der Feinfühligkeit eines Künstlers, Schriftsteller, Volksfreund, Liebhaber von Versen und Metaphysik. Dieser Verfasser von Lyrik war Lebemann und Leidender zugleich.“

Depero illustrierte Un Istituto per Suicidi und porträtierte Clavel in mehreren Bildern. Beide wollten das „plastische Theater“ als neue Kunstform aus klarer Formen-, Farb- und Lichtsprache, Musik und Bewegung schöpfen. Am 14. Mai 1918 gelangte im Römer Teatro dei Piccoli ihr Märchenspiel Balli Plastici zur Uraufführung. In einem Wechsel zwischen konkreten Erzählsträngen und abstrakten Momenten bewegen sich Holzmarionetten in fünf Akten mimisch zur Musik von Alfredo Casella, Gerald Tyrwhitt, Béla Bartók und Francesco Malipiero. Clavel, der sich als Ideengeber und Förderer der Balli Plastici verstand, die in Rom begeisterte Aufnahme fanden, versuchte vergeblich das Werk auch in Paris, Neapel und der Schweiz zu zeigen. Er verstand sich als Teil der futuristischen Kunst- und Gesellschaftserneuerung und schrieb kunsttheoretische Aufsätze.
Der Kontakt mit Depero endete nach der intensiven Zusammenarbeit 1918. Clavel widmete sich von nun an ganz dem Um- und Ausbau eines ehemaligen Wachturms in Positano. Den Turm hatte Clavel bereits 1909 erworben, doch erst die 1917 abgeschlossenen Besitzabrundungen am Felsen, auf dem der Turm steht, erlaubten die Umgestaltung gemäss seinen Vorstellungen. Clavel, der neben Depero auch Pablo Picasso, Jean Cocteau, Enrico Prampolini und Filippo Tommaso Marinetti persönlich kennengelernt hatte, starb 1927 während eines Aufenthalts in Basel an einer Brustfellentzündung.

## Der Turm in Positano

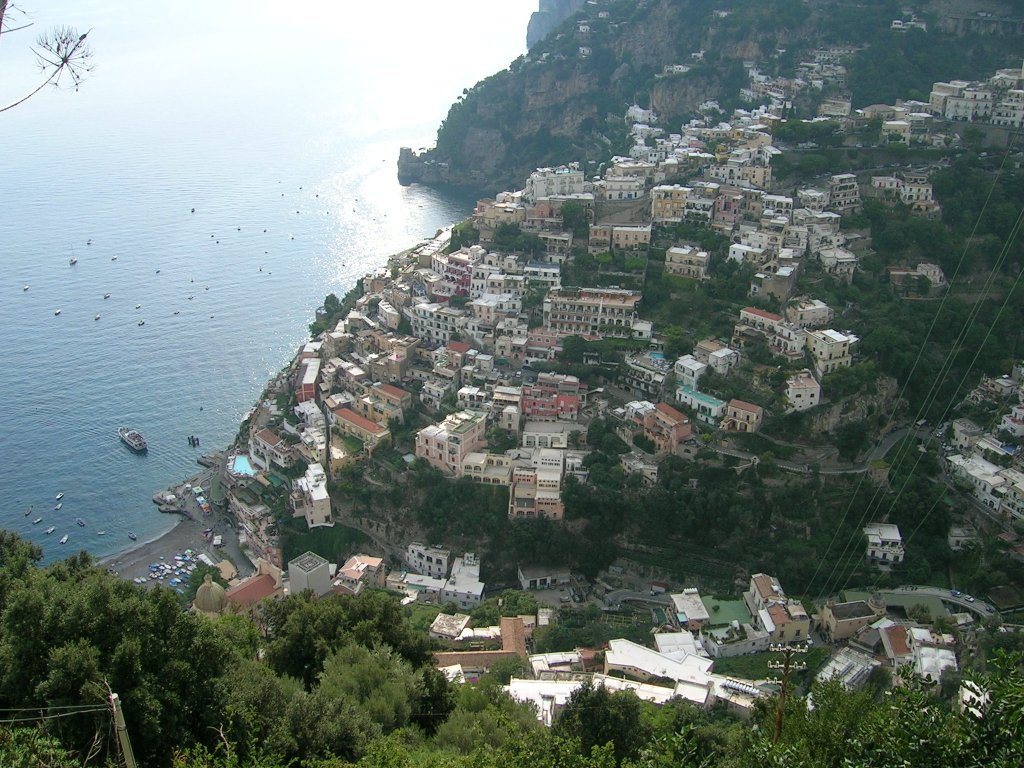
Die Bucht von Positano mit dem markanten Turm auf dem Felsvorsprung im Hintergrund.

Der ehemalige Wachturm in Positano, den Gilbert Clavel ausbauen liess, ist unter verschiedenen Namen bekannt: Torre Clavel, Castel Clavel, Torre di Fornillo, Torre di Positano. Er heisst auch „Sarazenenturm“, ist aber nicht, wie dies glauben macht, mittelalterlichen Ursprungs, sondern geht auf die Amtszeit des spanischen Vizekönigs von Neapel Pedro Álvarez de Toledo im 16. Jahrhundert zurück. Er ist einer von Dutzenden entlang der Amalfiküste und diente wie seine Pendants dem Schutz vor Angriffen von See her, bevor er seinen Zweck verlor und dem Verfall preisgegeben wurde. Der Turm war eine Ruine, und Clavel konnte erst 1920, nach tief greifenden Sanierungsmassnahmen, dauerhaft einziehen. Die Arbeit am Turm, die dank der regen Korrespondenz mit dem Bruder René gut nachvollziehbar ist, beschäftigte ihn bis zu seinem Tod. Alle Räume mitsamt ihrem Mobiliar wurden von ihm bis ins Detail individuell ausgestaltet und erhielten eigene Namen wie „Malterahaus“, „Sirenenzimmer“, „Diamantzimmer“, „Lietzhaus“.  Die bauliche Aktivität Clavels bezog auch den Felsen ein, in den hinein er unterirdische Kavernen und Korridore von über 100 Metern Länge trieb. Eine während der Bauarbeiten entdeckte Grotte wurde über einen 35 Meter langen, spiralförmigen Gang direkt mit dem Meer verbunden und nur von dort aus zugänglich gemacht. Sie sollte, ausgestattet mit einer Orgel, als Konzertsaal dienen, stürzte aber ein.
Die Bewertung des Turms von Positano geht über den Aspekt einer rein architektonischen Leistung hinaus in Richtung eines Gesamtkunstwerks. Gilbert Clavel, der anstelle von Planzeichnungen Wünschelrute und Kompass benutzte, um die Bauform zu bestimmen, und Sprengstoff, um den Felsen auszuhöhlen, sah in seiner Arbeit eine metaphysische Dynamik am Wirken: „Wenn ich wölbe, habe ich immer das Gefühl, Lufträume mit ihren Energien einzufangen, in deren Verdichtung dann ein Geistiges zur Explosion kommt.“ Siegfried Kracauer, durch einen Besuch tief beeindruckt, schrieb in seinem Text Felsenwahn in Positano (1925): „Zauberei fegt über den Ort. Er ist die Enklave verschollener Gewalten, die in der antikischen Landschaft ein Refugium gewonnen haben und nun leibhaftig erscheinen.“ Der gebrechliche Leib, an dem Clavel litt, und die Auseinandersetzung mit diesem Widerspruch seines Selbstbildes („Ich bin oft ein bisschen seltsam, das ist dem Kampf in meinem Inneren zuzuschreiben: Körper gegen Geist. Wäre ich gesund, wäre ich ein Gigant.“) fanden eine Entsprechung im Felsen und in dessen gewaltsamer – und damit stark an futuristische Leitbilder angelehnter – Formung durch Sprengstoff. Die Grotte diente dem homosexuell veranlagten Clavel als Sinnbild des Geschlechtlichen und der Geschlechterordnung im Allgemeinen: „Der Grundriss soll später einen in der Sektion gesehenen Hoden darstellen. In dieser Grundform versteinere ich – ohne, dass es jemand merken wird, – was mir die Natur vom Lebendigsten genommen hat.“ In einem Brief an Carl Albrecht Bernoulli (1927) sprach Clavel von seinem „Bachofenschen Ei-Raum“.
Der Turm ging nach Gilbert Clavels Tod in den Besitz von René Clavel über, der ihn 1955 veräusserte. Heute wird er als Ferienresidenz vermietet.

## Werke
- Gilbert Clavel, mit Illustrationen von Fortunato Depero, übersetzt aus dem Deutschen von Italo Tavolato: Un Istituto per Suicidi. Bernardo Lux, Rom 1917.
- Gilbert Clavel, unter Mithilfe von Ruth Waldstetter, herausgegeben von Helene Boeringer, Vignetten von Emil Lüthy: Mein Bereich. Schwabe, Basel 1930.